# Фабіо Вордлі
Фабіо Вордлі (англ. Fabio Wardley, 18 грудня 1994) — британський професійний боксер, «тимчасовий» чемпіон WBA у важкій вазі.

## Професіональна кар'єра
Дебютував на професійному рингу у квітні 2017 року. Станом на 2024 рік виграв 18 із 19 своїх професійних боїв, 17 із яких – нокаутом.
7 червня 2025 року в бою за вакантний титул «тимчасового» чемпіона WBA у важкій вазі проти австралійця Джастіса Гуні, відстаючи за очками по ходу бою, здобув перемогу нокаутом в десятому раунді.

### Таблиця боїв
| 19 Перемог (18 нокаутом, 1 за рішенням суддів), 0 Поразок, 1 Нічия |        |                   |        |            |                 |                                         | |
| Результат                                                          | Рекорд | Суперник          | Спосіб | Раунд, час | Дата            | Місце проведення                        | Примітки |
| Перемога                                                           | 19-0-1 | Джастіс Гуні      | KO     | 10 (12)    | 7 червня 2025   | Портмен-Роуд, Іпсвіч                    | Завоював вакантний титул «тимчасового» чемпіона WBA у важкій вазі.                                                                                          |
| Перемога                                                           | 18-0-1 | Фрейзер Кларк     | TKO    | 1 (12)     | 12 жовтня 2024  | Kingdom Arena, Ріяд, Саудівська Аравія  | Захистив титули чемпіона Великої Британії та Співдружності, WBA Continental у важкій вазі.                                                                  |
| Нічия                                                              | 17-0-1 | Фрейзер Кларк     | SD     | 12         | 31 березня 2024 | О2 Арена, Лондон                        | Захистив титули чемпіона Великої Британії та Співдружності, WBA Continental, WBO European у важкій вазі.                                                    |
| Перемога                                                           | 17-0   | Девід Аделеє      | TKO    | 7 (12)     | 28 жовтня 2023  | Boulevard Hall, Ріяд, Саудівська Аравія | Захистив титули чемпіона Великої Британії та WBA Continental у важкій вазі. Завоював титули WBO European та вакантний чемпіона Співдружності у важкій вазі. |
| Перемога                                                           | 16-0   | Майкл Політ Коффі | TKO    | 4 (10)     | 1 квітня 2023   | О2 Арена, Лондон                        | Завоював вакантний титул WBA Continental у важкій вазі. |